# 바보들의 행진 (영화)
"바보들의 행진"은 하길종 감독, 최인호 원작·각본의 1975년 한국 영화이다.

## 줄거리
대학 철학과에 다니는 병태(윤문섭)와 영철(하재영)은 그들 나름의 꿈과 이상을 키우면서 젊은 대학 시절을 보낸다. 어느날 미팅에서 서로 알게 된 병태와 영자(이영옥)는 싱그러운 대화 속에서 우정과 애정 사이를 넘나든다. 한편 영철은 여자친구와의 만남도 시들하여 그의 꿈인 고래를 잡으러 동해바다로 떠난다. 현실의 질식할 것 같은 폐쇄성에 대항이라도 하듯 그는 한없이 넓은 바닷가 벼랑 위에서 자전거를 탄 채 바다를 향해 돌진한다. 그는 '죽음'이라는 것을 선택하지 않고는 그 모든 모순과 부조리의 늪에서 해방될 수가 없었기 때문이었다. 병태는 머리를 빡빡 깎고 군에 입대하는 열차에 오른다. 역 플랫폼으로 달려나온 영자는 갑자기 문어 대가리 모양으로 깎인 병태의 머리를 보고는 눈물짓는다. 차가 떠날 무렵 차창으로 상반신을 숙인 병태에게 입맞춤을 하려고 발돋움을 자꾸 하는 영자를 보다못해 순찰 헌병이 살짝 받쳐주어 연인의 이별을 아릅답게 장식하여 주었다.

## 출연
- 윤문섭 ... 병태 역
- 하재영 ... 영철 역
- 이영옥 ... 영자 역
- 김영숙 ... 영숙 역

## 특징
이 영화에서 특징은 에피소드 중심의 이야기를 세미 다큐멘터리 수법으로 영상처리를 해나간 점과 모든 엑스트라까지도 아마추어 냄새가 날 만큼 신선감을 불러주는 '캠퍼스 생활'을 필름에 담았다는 점으로 볼 수 있다.

## 참고 문헌
- 이 문서에는 다음커뮤니케이션(현 카카오)에서 GFDL 또는 CC-SA 라이선스로 배포한 글로벌 세계대백과사전의 "바보들의 행진" 항목을 기초로 작성된 글이 포함되어 있습니다.

1. ↑  원래상영시간은 172분이었으나 당시 검열로 인해 상당부분이 편집되었다.